# Sikander Zulfiqar
Sikander Zulfiqar (nacido el 28 de marzo de 1997) es un jugador de críquet holandés.

## Carrera profesional
En febrero de 2016, Zulfiqar hizo su debut en Twenty20 International contra los Emiratos Árabes Unidos. En julio de 2019, fue seleccionado para jugar con los Amsterdam Knights en la edición inaugural del torneo de cricket Euro T20 Slam.